# Edificio Ansteys
L'Edificio Ansteys (in inglese: Ansteys Building) è un grattacielo di Johannesburg in Sudafrica.

## Storia
Quest'edificio, eretto tra il 1935 e il 1937 secondo il progetto degli architetti Emley & Williamson, è il terzo costruito a Johannesburg per Norman Anstey & Company. Il primo, completato nel 1907, è stato demolito per essere sostituito dal secondo, eretto nel 1911.

## Descrizione
L'edificio presenta uno stile Art déco.